# Gelindenmolen
De Gelindenmolen (ook: Molen van Overbroek of Molen van Gelinden) was een watermolen op de Herk, gelegen aan Overbroek 8 te Gelinden in de Belgische gemeente Sint-Truiden.
Deze bovenslagmolen fungeerde als korenmolen.
Reeds in 1446 was er sprake van een molen op deze plaats. In de 17e eeuw volgde herbouw. Van 1865-1900 stond er ook een stoommachine in de maalderij. De molen was tot 1971 in bedrijf, waarna het bovenslagrad werd verwijderd. Het binnenwerk bleef echter gespaard. Later was er nog een brand in het woonhuis. 
De molen maakt deel uit van een boerderij, waaronder een schuur in versteend vakwerk, en een met pannen beklede zijgevel. De molen is niet beschermd, maar de eigenaars voeren geleidelijk herstelwerkzaamheden uit (begin 20e eeuw).